# Fidelito

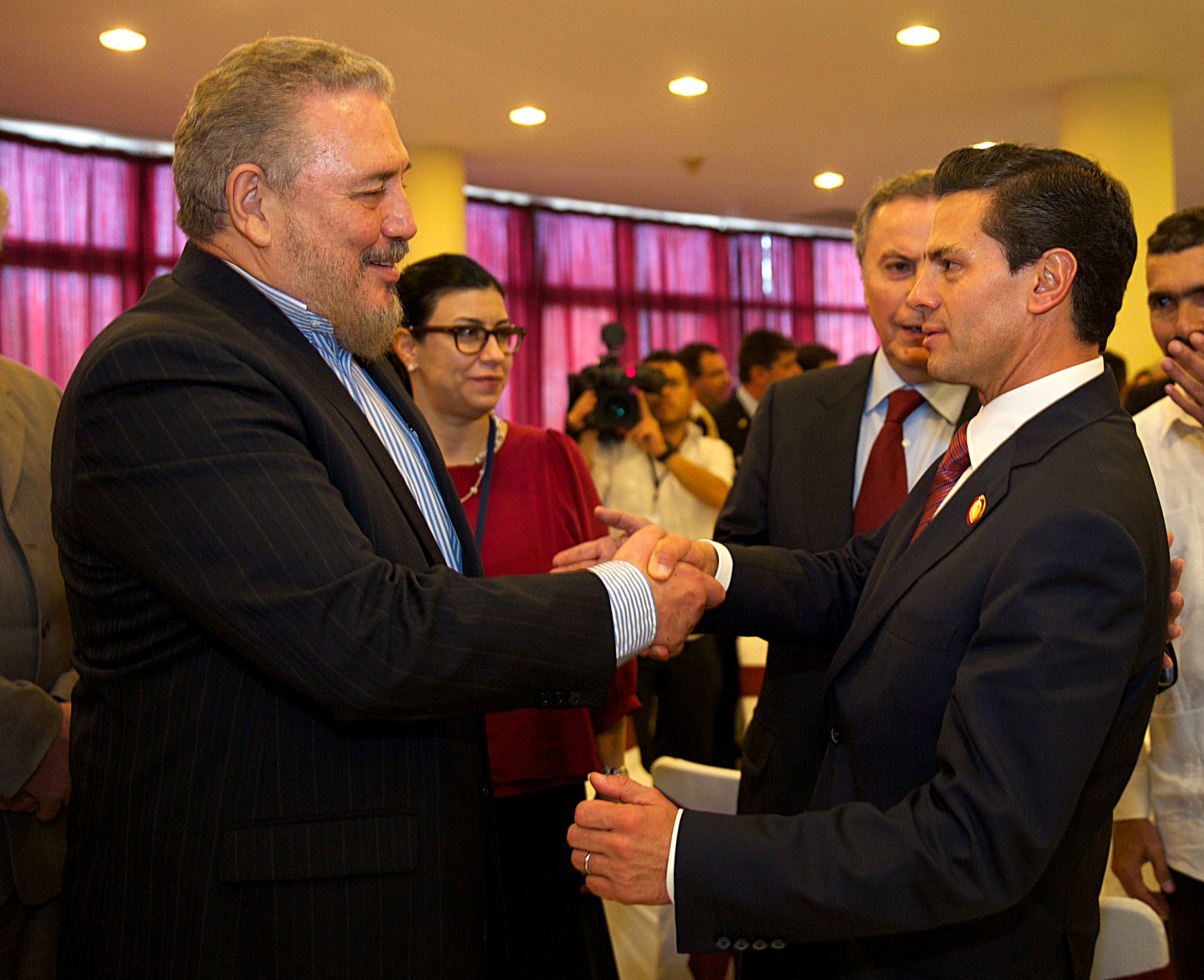
Fidelito cumprimentando o então presidente mexicano Enrique Peña Nieto

Fidel Castro Díaz-Balart, conhecido por Fidelito (Havana, 1 de setembro de 1949 - Havana, 1 de fevereiro de 2018), foi um engenheiro nuclear, conselheiro científico do Conselho de Estado de Cuba e membro da Acadêmia de Ciências de Cuba, onde chegou a exercer o cargo de vice-presidente.

## Biografia
Filho de Fidel Castro com Mirta Díaz-Balart, formou-se em engenharia nuclear na Lomonosov Moscow State University, na União Soviética, na década de 1970 (foi o primeiro cubano com esse grau). Fez especialização e doutorado no Instituto Kurchatov de Energia Atômica.
Foi o engenheiro chefe da construção da Central Nuclear Juragua e secretário executivo da Comissão de Energia Atômica de Cuba, além de representante oficial da nação cubana em vários eventos, tais como: anexação da Criméia pela Federação Russa ou na recepção de autoridades e celebridades no Degelo cubano. Era membro e foi vice-presidente da Acadêmia de Ciências de Cuba, pois escreveu e lançou vários livros especializados em ciências atômicas.
Fidelito suicidou-se em fevereiro de 2018, provavelmente por sofrer de depressão, pois pouco antes da sua morte, recebeu atendimento ambulatorial em setor especializado da doença.